# Избирательное управление доступом
Избирательное управление доступом (англ. discretionary access control, DAC) — управление доступом субъектов к объектам на основе списков управления доступом или матрицы доступа. Также используются названия дискреционное управление доступом, контролируемое управление доступом и разграничительное управление доступом.
Субъект доступа «Пользователь № 1» имеет право доступа только к объекту доступа № 3, поэтому его запрос к объекту доступа № 2 отклоняется. Субъект «Пользователь № 2» имеет право доступа как к объекту доступа № 1, так и к объекту доступа № 2, поэтому его запросы к данным объектам не отклоняются.
Для каждой пары (субъект — объект) должно быть задано явное и недвусмысленное перечисление допустимых типов доступа (читать, писать и т. д.), то есть тех типов доступа, которые являются санкционированными для данного субъекта (индивида или группы индивидов) к данному ресурсу (объекту).

Пример настройки матрицы доступа при организации дискреционной модели управления к объектам файловой системы, используемой в дополнение к мандатному механизму

Возможны несколько подходов к построению дискреционного управления доступом:
- Каждый объект системы имеет привязанного к нему субъекта, называемого владельцем. Именно владелец устанавливает права доступа к объекту.
- Система имеет одного выделенного субъекта — суперпользователя, который имеет право устанавливать права владения для всех остальных субъектов системы.
- Субъект с определённым правом доступа может передать это право любому другому субъекту[2].

Возможны и смешанные варианты построения, когда одновременно в системе присутствуют как владельцы, устанавливающие права доступа к своим объектам, так и суперпользователь, имеющий возможность изменения прав для любого объекта и/или изменения его владельца. Именно такой смешанный вариант реализован в большинстве операционных систем, например Unix или Windows NT.
Избирательное управление доступом является основной реализацией разграничительной политики доступа к ресурсам при обработке конфиденциальных сведений, согласно требованиям к системе защиты информации.